# 17127 Ryanwestcott
17127 Ryanwestcott este o planetă minoră (asteroid), cu un diametru de 4,702 km, din centura de asteroizi. A fost descoperită pe 12 mai 1999 la Experimental Test Site⁠(d) de Lincoln Near-Earth Asteroid Research. 
Obiectul prezintă o orbită caracterizată de o semiaxă mare de 2,6387639 UAi, o excentricitate de 0,1761753, o înclinație de 12,12947 ° în raport cu ecliptica.